# Stadt Bamberg (Schiff, 1987)
Die Stadt Bamberg ist ein deutsches Fahrgastschiff.

## Geschichte
Die Stadt Bamberg wurde unter der Baunummer 223 auf der Schiffswerft Schmidt in Oberwinter gebaut. Laut Dieter Schubert ist sie 29,25 Meter lang und 4,7 Meter breit und hat einen Tiefgang von 0,9 Metern. Schubert gibt die Maschinenleistung mit 152 PS an. Zu Schuberts Zeit war das Schiff für die Beförderung von 238 Personen zugelassen und gehörte der Personenschiffahrt Kropf in Bamberg, die schon damals auch die Christl betrieb. Im Binnenschifferforum wird die Länge des Schiffes mit nur 25 Metern angegeben; dort finden sich auch Aufnahmen, die eine entsprechende Aufschrift auf dem Schiff zeigen.
Der Name Stadt Bamberg wurde schon an mehrere Schiffe vergeben, die aber nicht alle denselben Besitzer hatten. Die 1987 gebaute Stadt Bamberg löste aber tatsächlich ein gleichnamiges Fahrzeug ab, das ebenfalls der Personenschiffahrt Kropf gehört hatte: Ihre Vorgängerin, die 1927 gebaute Stadt Bamberg, wurde 1987 nach Wasserburg am Inn verkauft.